# Atentát na Alexandra II.
Atentát na Alexandra II. je událost z 1.jul./ 13. března 1881greg., kdy byl zavražděn ruský car Alexandr II. členy levicové organizace Svoboda lidu.

## Příprava

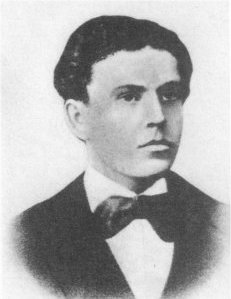
Fanatik Ignacy Hryniewiecki

Zatímco prostí Rusové Alexandra II. zbožňovali a vítali při přehlídkách, ilegální skupinky intelektuálů považovaly Ruské impérium za tyrana a Alexandra II. za krutého utiskovatele, který prohluboval ruské samoděržaví (ve skutečnosti ho Alexandr II. liberalizoval).
Na Alexandra II. bylo spácháno již pět atentátů, žádný však nevyšel. Car z nich vyvázl buď lehce zraněn, nebo nezraněn vůbec.
Jistá pařížská cikánka Alexandru II. při jeho pobytu v Paříži předpověděla, že na jeho osobu bude spácháno sedm atentátů a skutečně se tak stalo.
Prvním, kdo chtěl Alexandra II. zabít, byl roku 1866 student Dmitrij Karakozov. Ten se při slavnostním průvodu ukryl mezi diváky. Když se k němu car přiblížil, vytáhl pistoli a vystřelil dvě rány. Ani jedna kulka však nezasáhla svůj cíl. Karakozov byl chycen a odsouzen k trestu smrti oběšením.
Karakozovým činem se nechal roku 1881 inspirovat fanatický polský student a člen organizace Svoboda lidu Ignacy Hryniewiecki. Ten poté začal spřádat plány na zabití Alexandra II. Všem členům organizace poslal dopisy, v nichž velebil Dmitrije Karakozova a jeho čin, a považoval za nezbytné zlikvidovat tyranského cara. V dopisech bylo psáno, aby se ti, kdo se chtějí atentátu zúčastnit, do dopisu podepsali a dopisy vrátili zpět. Hryniewiecki dostal dopisy zpět od Andreje Željabova, Nikolaje Kibalčiče, Sofie Perovské, Gesji Gelfmanové, Timofeje Michajlova a Nikolaje Rysakova. Hryniewiecki poté začal spoluspiklencům vysvětlovat své plány.
Hryniewiecki zjistil, že vhodná chvíle k uskutečnění atentátu nastane 1.jul./ 13. března 1881greg. při přehlídce vojska v Petrohradu. Zjistil také, že Alexandr II. pojede přes most přes řeku Něvu. Podle plánu budou Michajlov a Rysakov stát uprostřed mostu, a až se car přiblíží, hodí na něj bombu. Kdyby car přežil, zasáhne Hryniewiecki. Kdyby car náhodou stále žil, vrhne se na něho Željabov s dýkou.
V předvečer atentátu Hryniewiecki napsal: "Alexandr II. musí zemřít… Zemře a společně s ním zemřeme i my, jeho nepřátelé, jeho vrazi… Dějiny jasně ukazují, že nádherný strom svobody vyžaduje lidské oběti…"

## Atentát
Hryniewieckého plán se až na malé odchylky do puntíku splnil. 13. března 1881 zahájil car Alexandr II. vojenskou přehlídku v Petrohradu. Když carův kočár projížděl po mostě přes řeku Něvu, ztratil zřejmě Michajlov nervy, bombu položil na chodník a odešel domů. Z davu tak vystoupil Nikolaj Rysakov a hodil na carův kočár bombu. Výbuch zabil dva kozáky a malého chlapce, který šel náhodou kolem. Zato car vyvázl bez újmy a se slovy "Díky bohu, jsem živ" přikázal kočímu, aby jel dál. Rysakov byl obklíčen a zatčen.
Na druhém konci mostu již čekal Ignacy Hryniewiecki. Když car z kočáru vystoupil a chtěl pomoci raněným, Hryniewiecki nečekal, přiskočil k carovi a hodil po něm bombu, která pod carovýma nohama explodovala. Car byl velmi těžce zraněn, a po několika hodinách zemřel. Při atentátu však zahynul i sám Hryniewiecki.

## Soud

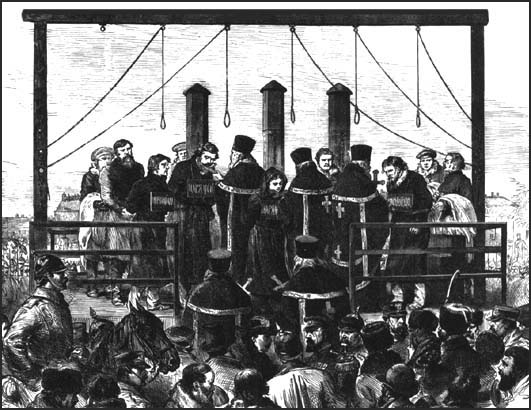
Poprava atentátníků Alexandra II.

Rysakov nakonec udal své spoluspiklence. Vrchním soudcem se stal nový car Alexandr III. Jediný, kdo byl ochoten se soudem spolupracovat, byl Rysakov, který soudu podal cenné informace o organizaci Svoboda lidu, a o svých komplicích. Od cara tak dostal slib, že nebude popraven. I přesto však byl i s ostatními spiklenci odsouzen k trestu smrti.

## Poprava
Rozsudky byly vykonány 15. dubna 1881. Sofie Perovská před popravou políbila ostatní odsouzené, jen Rysakova nepolíbila. První byl oběšen Nikolaj Kibalčič. Druhý oběšený byl Timofej Michajlov, třetí byl Nikolaj Rysakov, čtvrtá byla Sofie Perovská a nakonec byl oběšen i poslední spiklenec Andrej Željabov. Rysakovova poslední slova byla: "Ten, kdo zabíjí, je vinný jen jestli souhlasí s vězením nebo provazem. Jestli zvolí vězení, zrazuje své přátele."
Těla pak byla pohřbena v neoznačených hrobech.
Ze skupiny spiklenců nebyla popravena pouze Gesja Gelfmanová, která byla v době soudu těhotná. Byla odsouzena k doživotním nuceným pracím a zemřela v následujícím roce.